# 벌거벗은 분노
"벌거벗은 분노"는 한국에서 제작된 박현 감독의 1989년 드라마, 멜로/로맨스 영화이다. 조선묵 등이 주연으로 출연하였고 박인철 등이 제작에 참여하였다.

## 출연

### 주연
- 조선묵
- 우연희

## 기타
- 조명: 김기수
- 녹음: 손인호